# Queiroz Galvão Group
Die Queiroz Galvão Group S.A. ist eine brasilianische Unternehmensgruppe. Sie ist in Brasilien und anderen Ländern in den Branchen Bau und Infrastruktur, Energie, Lebensmittel und der Stahlindustrie tätig. Im Rahmen der Operation Lava Jato enttarnte die Brasilianische Bundespolizei den Familienkonzern 2014 als Teil eines großen Schmiergeld-Konsortiums.
Nach eigenen Angaben hat die Gruppe 44.000 Mitarbeiter in Südamerika und hier speziell in Brasilien, der Karibik, Afrika und dem Mittleren Osten.
Dario de Queiroz Galvão, geschäftsführendes Vorstandsmitglied der Grupo Galvão, Marcelo Odebrecht (Construtora Norberto Odebrecht (CNO)) und eine Reihe weiterer führender Mitarbeiter Brasilianischer Konzerne wurden 2014 wegen Bestechung im Zusammenhang mit dem halbstaatlichen Ölkonzern Petrobras festgenommen. Sie sollen politische Parteien und Politiker direkt bestochen haben. Ihre Untersuchungshaft wurde in Hausarrest umgewandelt. 2016 wurde bekannt, dass der Chefmanager Queiroz Galvão ungeachtet der „Operation Jato“ Mossack Fonseca beauftragte, zwei Offshorefirmen auf seinen Namen einzurichten.

## Firmennetzwerk
- Queiroz Galvão Energia baut und betreibt Windparks und Hydroenergie-Anlagen
- Construtora Queiroz Galvão begann mit der Kooperation von Petrobras mit privaten Unternehmen 1979 mit der Öl- und Gasförderung on- und offshore.